# アンマン国際スタジアム
アンマン国際スタジアム（アンマンこくさいスタジアム、アラビア語: ستاد عمان الدولي, 英語: Amman International Stadium）は、ヨルダンの首都アンマンにある多目的スタジアムである。
主にサッカーの試合に用いられる。ヨルダンリーグに所属するアル・ファイサリー・アンマンがホームスタジアムとして使用している他、サッカーヨルダン代表のホームスタジアムとしても利用される。
1980年に建設された。収容人数は25,000人。
2007年には、2007年アジア陸上競技選手権大会のメイン会場、及び西アジアサッカー選手権決勝戦の会場となった。2016年にはFIFA U-17女子ワールドカップの決勝会場として使用された。